# Escape Room 2: No Way Out
Escape Room 2: No Way Out (Originaltitel: Escape Room: Tournament of Champions) ist ein US-amerikanischer Horrorfilm aus dem Jahr 2021. Es ist die Fortsetzung des Films Escape Room. Der Film kam am 1. Juli 2021 in Australien in die Kinos, in den Vereinigten Staaten am 16. Juli 2021. Der Start in Deutschland erfolgte am 19. August 2021. Ein Extended Cut des Films, der auf DVD und Blu-ray erschien, bietet eine deutlich veränderte Handlung mit mehr Hintergründen. Diese Fassung ist knapp acht Minuten länger als die Kinoversion, hat aber noch mehr neue Szenen.

## Handlung

### Kinofassung
Zoey Davis und Ben Miller kämpften sich vor einiger Zeit mit anderen Teilnehmern, die alle schon mal lebensgefährliche Situationen überstanden hatten, durch eine Reihe außergewöhnlicher Escape Rooms mit tödlichen Gefahren. Sie haben diese Escape Rooms als einzige Teilnehmer überlebt. Die Erfahrung lässt Zoey nicht mehr los und sie möchte sich unbedingt bei der Minos Corporation, die die Räume erbaute, für den Tod der anderen Teilnehmer rächen. Dazu hat sie die Koordinaten der Firmenzentrale in New York City ermittelt. Ihre Psychiaterin rät ihr dazu, ihre Flugangst zu überwinden und mit Ben dorthin zu fliegen. Doch nach mehreren gescheiterten Versuchen fahren Zoey und Ben lieber mit dem Auto. Unterwegs hat Ben in einem Motel einen Albtraum.
Bei der Ankunft in New York City sehen Zoey und Ben statt der Firmenzentrale nur ein verfallendes Gebäude. Dort taucht ein Junkie auf, der Zoeys wertvollen Kompass stiehlt. Bei der Verfolgungsjagd geraten Zoey und Ben in die U-Bahn. Plötzlich wird ihr Waggon vom Zug abgetrennt und endet auf einem stillgelegten Gleis. Alle Türen sind verschlossen und der Waggon steht unter Strom. Nun stellt sich heraus, dass die anderen vier Passagiere ebenfalls schon einmal Minos-Escape-Rooms überstanden haben und jetzt die Besten der Besten gesucht werden. Um sich aus dem Waggon zu befreien, müssen die Teilnehmer Schreibfehler auf Werbetafeln finden, zu den Buchstaben passende Haltegriffe ziehen und die herausfallenden Münzen in einen Schlitz stecken. Dabei stirbt Theo durch einen starken Stromschlag.
Die anderen gelangen durch ein Gitter im Boden in einen Aufzug. Dort sprechen sie über ihre vorherigen Erfahrungen. Brianna war in einer Gruppe von Influencern, Nathan kämpfte mit anderen Priestern und Rachel gehörte zu einer Gruppe von Menschen, die keinen körperlichen Schmerz empfinden. Als Nächstes kommen sie in eine Bank. Dort dienen unter anderem in Lutschern versteckte Schlüssel und mit Blut sichtbar gemachte Codes als Hinweise. Außerdem taucht auf zwei Schließfächern der Name Sonya auf. In der Mitte des Raumes müssen die Teilnehmer eine Route über bestimmte Fliesen finden, wobei Nathan vorangeht. Im letzten Moment gehen sie durch die sich schließende Tresortür.
Dann befinden sie sich an einem Strand. Es gibt weitere Andeutungen zu Sonya und einen Hinweis auf blinde Liebe, der zu einem Schlüssel führt. Als die Gruppe einen Anker ausgräbt, versinkt Rachel im Treibsand. Nathan rettet sie, geht dabei aber selbst unter. In einer Hütte steht ein Kühlschrank, der als Ausgang umgebaut ist. Zoey ist in der Zwischenzeit jedoch auf einen Leuchtturm geklettert und hat einen anderen Ausgang gefunden. Während Brianna durch den Kühlschrank klettert, folgen Rachel und Ben Zoey. Ben stürzt allerdings vom Leuchtturm und versinkt im Sand.
Zoey und Rachel gelangen durch einen Kanaldeckel auf die Straße und fühlen sich kurzzeitig am Ziel. Doch Brianna taucht von der anderen Seite auf und es wird klar, dass sie weiterhin im tödlichen Spiel sind. In regelmäßigen Abständen fällt Säure vom Himmel. Mit der Säure lösen die Frauen das Schloss zu einer Telefonzelle auf. Nach weiteren Hinweisen gelangt Zoey in ein Taxi, das sich verschließt, bevor die anderen folgen können. Brianna und Rachel sterben im Säureregen.
Zoey fällt in den nächsten Escape Room. Dieser ist wie Sonyas Kinderzimmer gestaltet. Im Tagebuch des Mädchens liest Zoey eine Geschichte, die zu den bisherigen Escape Rooms passt. Dann taucht überraschend Amanda auf, die in Zoeys vorheriger Escape-Room-Gruppe vermeintlich in den Tod gestürzt war. Sie erklärt, dass Sonya ihre Tochter ist. Diese wurde von Minos’ Leuten entführt, um die Mutter zur Mitarbeit zu zwingen. Amanda musste die neuen tödlichen Escape Rooms gestalten und verlangt das nun auch von Zoey. Als diese sich weigert, erscheint Ben hinter einer Glasscheibe in einem Raum, der sich schnell mit Wasser füllt. Zoey drängt Amanda zur Zusammenarbeit. Mit einem Rohr der Gasleitung zerstören sie die Glasscheibe und retten Ben.
Gemeinsam fliehen die drei Überlebenden aus dem Escape Room. In den TV-Nachrichten ist zu sehen, wie die Polizei die vier Leichen der anderen Teilnehmer aus den Gebäuden bringt. Ein FBI-Agent erklärt Zoey und Ben, dass die Ermittlungen gegen Minos laufen, und gibt Zoey den gestohlenen Kompass zurück.
Zoey will ihre Flugangst überwinden und steigt mit Ben in ein Flugzeug. Dort entdeckt sie eine Frau, die ihrer Psychiaterin sehr ähnelt. Die Frau führt einen Stift, eine Tasche und ein Buch mit sich; diese drei Dinge zeigte die Psychiaterin Zoey am Anfang des Filmes mit den Worten, dass Zoey in allem Zeichen sehe. In dem Moment füllt sich die Kabine mit Gas und die Sauerstoffmasken fallen heraus. Eine Stimme ertönt und sagt, dass sie sich auf einem Minos-Flug befinden.

### Alternative Fassung (Extended Cut)
Henry ist ein Designer von Escape Rooms. Seine Frau Sonya droht mit der Scheidung und möchte die Tochter Claire mitnehmen. Doch sie wird in einer als Escape Room gestalteten Sauna getötet.
Bis zum Raum mit der Säure entspricht die Handlung der Kinoversion. Danach wird die Geschichte durch folgende, neue Handlung ersetzt.
Zoey rettet sich vor dem Säureregen in ein Taxi, während Brianna und Rachel sterben. Wegen einer Fehlfunktion gelangt sie in die Zentrale von Minos. Dort trifft sie Claire, die in einem Glaskasten gefangen ist. Es stellt sich heraus, dass Claire die gerade erlebten Escape Rooms gestaltet hat. Dazu wurde sie von ihrem Vater gezwungen, der den ganzen Ruhm für sich beansprucht. Zoey zögert erst, Claire zu helfen, bevor sie erfährt, dass Ben in einem geheimen Raum unter dem Treibsand gerettet wurde. Doch dann sehen die beiden, dass Henrys Männer Ben gefunden haben. Sie werfen ihn in die Sauna, in der bereits Sonya gestorben ist. Indem sie aus spitzem Winkel auf ein Feld mit rätselhaften Zeichen blickt, gelingt es Zoey, das Rätsel zu lösen und Claire zu befreien. Zoey und Claire überwältigen Henry und retten Ben. Claire sperrt die Minos-Mitarbeiter im Kontrollraum ein und bittet Zoey, die Polizei zu informieren.
Zoey kommt am Start des ersten Escape Rooms heraus und trifft Ben, der gerade in einen Krankenwagen getragen wird. Dann wird klar, dass Claire schon als Kind so böse wie möglich war, um zu testen, ob ihre Eltern sie wirklich lieben. Ihre früheren Erlebnisse sind im Design der Escape Rooms wiederzuerkennen. Als Sonya Claire damals wegschicken wollte, um ihr zu helfen, wurde sie von ihrer Tochter in der Sauna ermordet. Claire sperrt ihren Vater in den Glaskasten, in dem sie zuvor war, und tötet ihn, indem sie den Sauerstoff absaugt.

## Rezension
In ihrer Rezension bei filmstarts.de gibt Madeleine Eger dem Film eine mittelmäßige Bewertung. Ihrer Meinung nach sind „zumindest die neuen Figuren offensichtlich nur Mittel zum Zweck und irgendwie ist das auch okay, schließlich sind hier nicht die Opfer, sondern die Escape Rooms der eigentliche Star.“ Dabei sei das „schiere Tempo insgesamt doch eine Stärke des Films und der Hauptgrund, warum „Escape Room 2“ gleich von Beginn an so viel Spaß macht.“